# 255 до н. е.

## Події
- Консулами Римської республіки обрані Марк Емілій Павло та Сервій Фульвій Петін Нобіліор.
- В ході Першої пунічної війни карфагенський командир Ксантипп Спартанський розгромив експедиційну римську армію під головуванням Марка Регула в битві поблизу Тунети. Римський флот, який одержав декілька перемог, було знищено штормом.
- Царем Віфінії після смерті батька став малолітній Зіпойт III, але фактичну владу мала його мати Етазета.
- цар Епіру Пірр II

## Народились
- Антіох Гієракс, правитель частини держави Селевкідів

## Померли
- володар Віфінії Нікомед I